# Ella y yo (película)
Ella y yo es una película de comedia, drama y western mexicana de 1951, dirigida por Miguel M. Delgado y  protagonizada por Pedro Armendáriz y Miroslava Stern.

## Trama
Pedro Muñoz es un mujeriego de pueblo que no se le escapa una hasta que llega Irene Garza y le hace ver su suerte, mientras la tía de ella trata de separarlos se ven en muchos enredos por estar juntos.

## Reparto
- Pedro Armendáriz como Pedro Muñoz
- Miroslava Stern como Irene Garza
- Manuel Tamés hijo como Regulo
- Francisco Fuentes como Madaleno
- Miguel Aceves Mejía como Cantante
- Consuelo Guerrero de Luna como Enedina Garza
- Alejandro Ciangherotti como Andrés
- Lupe Llaca como Lupita
- Los Xochimilcas como Grupo musical
- Eduardo Alcaraz como Agente viajero
- Enrique García Álvarez como Señor cura
- Ángel Infante como Amigo de Pedro
- Pedro Padilla como Amigo de Pedro
- Pedro Elviro como Profesor
- Gregorio Acosta como Hombre cantina (no acreditado)
- Agripina Anaya como Pasajera autobús (no acreditada)
- Daniel Arroyo como Invitado boda (no acreditado)
- Luis Badillo como Dueño árabe de tienda (no acreditado)